# Jean Castaneda
Jean Castaneda (Saint-Étienne, 20 maart 1957) is een voormalig profvoetballer uit Frankrijk, die speelde als doelman. Hij kwam negen keer uit voor het Franse elftal, en stapte na zijn actieve loopbaan het trainersvak in.

## Spelerscarrière

### Clubcarrière
Castaneda is een jeugdproduct van AS Saint-Étienne. Tijdens de piekperiode van de club (drie landstitels op rij en een Europacup I-finale tussen 1974 en 1976) was hij er derde doelman na Ivan Ćurković en Esad Dugalić. Tijdens de finale van Europacup I 1975/76, die Saint-Étienne met 1-0 verloor van Bayern München, zat hij door een blessure van Dugalić op de bank. In het seizoen 1980/81, wanneer de vorm van Ćurković tanend is, wordt Castaneda eerste doelman bij Les Verts. Hij blijft het overgrote deel van de jaren 80 de eerste doelman van Saint-Étienne, zelfs na de degradatie van de club in 1984. In 1989 verliet hij de club desondanks voor Olympique Marseille, waar hij de doublure werd van Gaëtan Huard. Door een blessure van Huard speelde hij er dat seizoen negen wedstrijden, waaronder de halve finale van Europacup I tegen Benfica.

### Interlandcarrière
Castaneda nam met Frankrijk deel het WK voetbal 1982, en kwam daar alleen in actie in de laatste wedstrijd van Les Bleus: de troostfinale tegen Polen (2-3). Hij maakte zijn debuut op 18 februari 1981 in de vriendschappelijke uitwedstrijd tegen Spanje. Frankrijk verloor dat duel in Madrid met 1-0 door een treffer van Juanito in de 86ste minuut. Ook aanvaller Daniel Xuereb (Olympique Lyonnais) maakte zijn debuut in die wedstrijd.

## Trainerscarrière
Na zijn afscheid als speler bleef Castaneda aan de slag bij Marseille: eerst als keeperstrainer, later als trainer van het B-elftal en in het seizoen 1996/97 als assistent van hoofdtrainer Gérard Gili. In de zomer van 1997 ging hij zijn eigen weg als hoofdtrainer door aan de slag te gaan bij FC Istres. Later werd hij er sportief directeur. Castaneda was vervolgens nog hoofdtrainer bij Al-Rayyan, US Marseille Endoume en CS Constantine.

## Erelijst

### Club
AS Saint-Étienne
- Frans landskampioen

1981
 Olympique Marseille
- Frans landskampioen

1990